# For Those About to Rock (We Salute You)
〈For Those About to Rock (We Salute You)〉는 호주의 하드 록 밴드 AC/DC의 곡이다. 이 곡은 1981년 AC/DC의 여덟 번째 스튜디오 음반 《For Those About to Rock We Salute You》에 처음 발표되었고, 이후 1982년 싱글로 발표되었다. 이 싱글의 B-사이드는 1981년 말 메릴랜드주 랜도버에서 녹음된 〈Let There Be Rock〉의 편집된 라이브 버전을 포함하고 있다. 같은 콘서트에서 〈For Those About to Rock (We Salute You)〉의 영상이 촬영되었다.
이 곡은 이후 1986년 스티븐 킹 영화 《맥시멈 오버드라이브》를 위해 발매된 AC/DC의 첫 번째 사운드트랙 음반 《Who Made Who》에 수록되었다.
이 노래의 제목과 중심 가사는 콜로세움에서 처형될 때 로마 죄수들이 사용한 고대 경례인 "Ave, Caesar, morituri te salutant"("황제 폐하, 곧 죽을 이들이 경례드리옵니다")를 바탕으로 한다. 그러나 나중에 앵거스 영은 대포에 대한 영감이 아주 다른 근원에서 왔다고 말했다. 이 밴드는 영국의 TV로 방영된 결혼식의 다이애나 왕세자비와 같은 날 이 곡의 첫 음반을 자르고 있었다.

## 참여 인원
- 브라이언 존슨 – 리드 보컬
- 앵거스 영 – 리드 기타
- 맬컴 영 – 리듬 기타, 백 보컬
- 클리프 윌리엄스 – 베이스 기타, 백 보컬
- 필 러드 – 드럼

## 차트
| 차트 (1982년)                  | 순위 |
| ------------------------------ | ---- |
| 미국 메인스트림 록 (빌보드)    | 4    |
| 영국 싱글 (오피셜 차트 컴퍼니) | 15   |